# Rae Lin D'Alie
Rae Lin Marie D'Alie (Waterford, 31 ottobre 1987) è una cestista statunitense naturalizzata italiana.

## Biografia
Di origini italoamericane, la famiglia, che prima dell'emigrazione in America si chiamava D'Elia, proveniva da Calvanico, dalla Sicilia, da Roma e da Reggio Calabria.

## Carriera
Playmaker di 159 cm, dalla stagione 2021-2022 gioca con il Basket Team Crema.
Nel 2018 disputa il Mondiale 3x3 vincendo la medaglia d'oro con l'Italia e il titolo di MVP. Con la nazionale italiana 3x3, insieme a Marcella Filippi, Giulia Ciavarella, Giulia Rulli, ha vinto per la prima volta una medaglia d'oro mondiale battendo le campionesse uscenti russe dei Mondiali 2017 in finale e la Cina, la squadra testa di serie numero 1 del mondiale, in una combattutissima semifinale vinta in overtime.
Alla Coppa del Mondo 3x3 2019, a cui ha partecipato ancora con l'Italia, ha vinto la medaglia d'argento nella competizione individuale delle abilità.

## Statistiche
Statistiche aggiornate al 20 maggio 2023

### Stagione regolare
| Stagione        | Squadra                      | Competizione | Partite | Partite | Partite | Statistiche tiro | Statistiche tiro | Statistiche tiro | Altre statistiche | Altre statistiche | Altre statistiche | Altre statistiche | Altre statistiche |
| Stagione        | Squadra                      | Competizione | Pres.   | Titol.  | Minuti  | Tiri da 2        | Tiri da 3        | Liberi           | Rimb.             | Assist            | Rubate            | Stopp.            | Punti             |
| --------------- | ---------------------------- | ------------ | ------- | ------- | ------- | ---------------- | ---------------- | ---------------- | ----------------- | ----------------- | ----------------- | ----------------- | ----------------- |
| 2011-2012       | PB63 Lady                    | Serie A2     | 27      |         | 971     | 108/247          | 27/88            | 50/68            | 181               | 64                | 77                | 11                | 347               |
| 2012-2013       | Salerno Basket 92            | Serie A2     | 27      |         | 966     | 118/228          | 20/87            | 32/37            | 154               | 88                | 77                | 10                | 328               |
| 2013-2014       | Salerno Basket 92            | Serie A2     | 22      |         | 843     | 100/196          | 22/68            | 91/113           | 125               | 71                | 73                | 4                 | 357               |
| 2014-2015       | Libertas Bologna             | Serie A2     | 26      |         | 891     | 104/207          | 23/74            | 60/90            | 195               | 103               | 89                | 8                 | 337               |
| 2015-2016       | Pallacanestro Vigarano       | Serie A1     | 28      |         | 862     | 62/152           | 23/78            | 37/55            | 134               | 68                | 64                | 11                | 230               |
| 2016-2017       | Progresso Basket Femminile   | Serie A1     | 35      |         | 874     | 76/165           | 32/103           | 51/80            | 169               | 67                | 81                | 8                 | 289               |
| 2017-2018       | Progresso Basket Femminile   | Serie A2     | 29      |         | 935     | 157/331          | 65/171           | 75/111           | 230               | 81                | 72                | 9                 | 584               |
| 2018-2019       | Progresso Basket Femminile   | Serie A2     | 37      |         | 1142    | 180/386          | 69/205           | 79/98            | 219               | 100               | 67                | 13                | 646               |
| 2019-2020       | Virtus Pallacanestro Bologna | Serie A1     | 19      |         | 371     | 19/52            | 13/44            | 6/7              | 39                | 34                | 26                | 1                 | 115               |
| 2020-2021       | Virtus Pallacanestro Bologna | Serie A1     | 29      |         | 474     | 42/78            | 17/55            | 21/28            | 72                | 74                | 27                | 6                 | 156               |
| 2021-2022       | Basket Team Crema            | Serie A2     | 33      |         | 1015    | 142/320          | 51/150           | 54/75            | 214               | 176               | 95                | 10                | 491               |
| 2022-2023       | Basket Team Crema            | Serie A1     | 27      |         | 773     | 63/164           | 30/96            | 47/58            | 145               | 122               | 44                | 1                 | 263               |
| Totale carriera |                              |              |         |         |         |                  |                  |                  |                   |                   |                   |                   |                   |

### Coppe nazionali
| Stagione        | Squadra                      | Competizione          | Partite | Partite | Partite | Statistiche tiro | Statistiche tiro | Statistiche tiro | Altre statistiche | Altre statistiche | Altre statistiche | Altre statistiche | Altre statistiche |
| Stagione        | Squadra                      | Competizione          | Pres.   | Titol.  | Minuti  | Tiri da 2        | Tiri da 3        | Liberi           | Rimb.             | Assist            | Rubate            | Stopp.            | Punti             |
| --------------- | ---------------------------- | --------------------- | ------- | ------- | ------- | ---------------- | ---------------- | ---------------- | ----------------- | ----------------- | ----------------- | ----------------- | ----------------- |
| 2016-2017       | Progresso Basket Femminile   | Coppa Italia Serie A2 | 3       |         | 75      | 10/17            | 3/9              | 4/5              | 18                | 4                 | 7                 | 1                 | 33                |
| 2017-2018       | Progresso Basket Femminile   | Coppa Italia Serie A2 | 3       |         | 100     | 19/39            | 3/16             | 6/10             | 27                | 11                | 11                | 2                 | 53                |
| 2020-2021       | Virtus Pallacanestro Bologna | Coppa Italia Serie A1 | 1       |         | 17      | 6/6              | 0/3              | 0/0              | 2                 | 0                 | 0                 | 2                 | 12                |
| 2021-2022       | Basket Team Crema            | Coppa Italia Serie A2 | 3       |         | 91      | 12/30            | 3/10             | 4/4              | 21                | 20                | 7                 | 2                 | 37                |
| Totale carriera |                              |                       |         |         |         |                  |                  |                  |                   |                   |                   |                   |                   |

### Cronologia presenze e punti in Nazionale
| Cronologia completa delle presenze e dei punti in Nazionale - Italia | Cronologia completa delle presenze e dei punti in Nazionale - Italia | Cronologia completa delle presenze e dei punti in Nazionale - Italia | Cronologia completa delle presenze e dei punti in Nazionale - Italia | Cronologia completa delle presenze e dei punti in Nazionale - Italia | Cronologia completa delle presenze e dei punti in Nazionale - Italia | Cronologia completa delle presenze e dei punti in Nazionale - Italia | Cronologia completa delle presenze e dei punti in Nazionale - Italia |
| Data                                                                 | Città                                                                | In casa                                                              | Risultato                                                            | Ospiti                                                               | Competizione                                                         | Punti                                                                | Note                                                                 |
| -------------------------------------------------------------------- | -------------------------------------------------------------------- | -------------------------------------------------------------------- | -------------------------------------------------------------------- | -------------------------------------------------------------------- | -------------------------------------------------------------------- | -------------------------------------------------------------------- | -------------------------------------------------------------------- |
| 25/05/2012                                                           | Pomezia                                                              | Italia                                                               | 62 - 37                                                              | Bulgaria                                                             | Torneo amichevole                                                    | 2                                                                    | [ 7 ]                                                                |
| 26/05/2012                                                           | Pomezia                                                              | Italia                                                               | 56 - 52                                                              | Paesi Bassi                                                          | Torneo amichevole                                                    | 8                                                                    | [ 8 ]                                                                |
| 27/05/2012                                                           | Pomezia                                                              | Italia                                                               | 56 - 58                                                              | Grecia                                                               | Torneo amichevole                                                    | 1                                                                    | [ 9 ]                                                                |
| 04/06/2012                                                           | Belgrado                                                             | Italia                                                               | 64 - 59                                                              | Romania                                                              | Torneo amichevole                                                    | 6                                                                    | [ 10 ]                                                               |
| 05/06/2012                                                           | Belgrado                                                             | Serbia                                                               | 88 - 61                                                              | Italia                                                               | Torneo amichevole                                                    | 6                                                                    | [ 11 ]                                                               |
| 07/07/2012                                                           | Contern                                                              | Lussemburgo                                                          | 66 - 88                                                              | Italia                                                               | Qual. Euro 2013 - Gruppo E                                           | 2                                                                    | [ 12 ]                                                               |
| Totale                                                               |                                                                      | Presenze                                                             | 6                                                                    |                                                                      | Punti                                                                | 25                                                                   |                                                                      |

## Palmarès

### Nei club
- Coppa Italia di Serie A2: 1
Crema: 2022
- Campionato italiano di Serie A2: 1
Crema: 2021-2022

### In nazionale
- Coppa del Mondo di pallacanestro 3x3:1

Filippine: 2018